# Mar de Seram

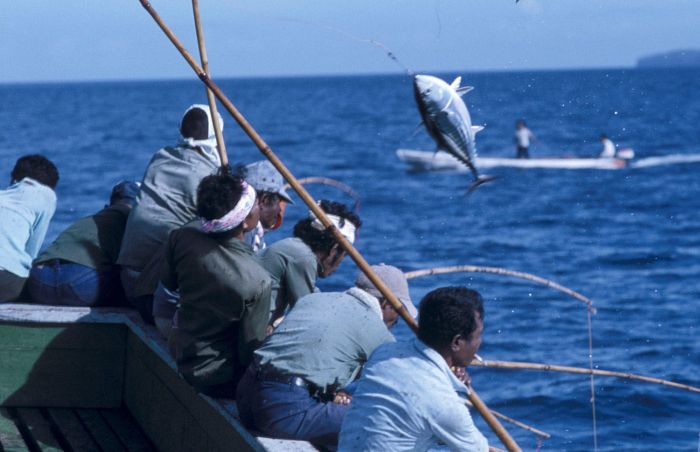
Mar de Seram. Pesca de tonyines a la costa nord de l'illa de Seram

La mar de Seram és una petita mar situada a l'extrem oriental dels arxipèlags d'Indonèsia.

## Particularitats
Limita al nord amb la mar de Halmahera, amb el mar de les Moluques a l'oest, amb les illes de Buru i Seram al sud i amb el golf de Berau, de Papua Occidental, a l'est.
Té una superfície aproximada de 161.000 km². La temperatura mitjana anual de la superfície de l'aigua és de 27-28°С i la salinitat de 34‰. La profunditat mitjana és de 1.074 m i la màxima de 5.319 m.
És una mar de litorals rocallosos i de gran activitat tectònica. Els terratrèmols són freqüents a la zona a causa de la confluència de les plaques tectòniques d'Euràsia, el Pacífic i Austràlia.